# Terebra pseudopicta
Terebra pseudopicta é uma espécie de gastrópode do gênero Terebra, pertencente a família Terebridae.